# إلفيس فورد
إلفيس فورد (بالإنجليزية: Elvis Forde) هو منافس ألعاب قوى باربادوسي، ولد في 18 نوفمبر 1959.

## وصلات خارجية
- إلفيس فورد على موقع الاتحاد الدولي لألعاب القوى (الإنجليزية)
- إلفيس فورد على موقع أوليمبيديا (الإنجليزية)